# 小土肥温泉
小土肥温泉（おどいおんせん）は、静岡県伊豆市にある温泉。土肥温泉及び八木沢温泉とともに土肥地区にあるの3つの温泉の一つである。なお、市の運営する「伊豆市土肥温泉事業」は土肥、小土肥、八木沢の各所で温泉を供給する事業となっている。

## 泉質
小土肥地区の源泉（小土肥温泉）は土肥温泉の各源泉とは異なるが、小土肥温泉も伊豆市所有の源泉で機械揚湯を行っている。
- カルシウム・ナトリウム-硫酸塩・塩化物泉
  - 泉温　46.9℃[3]
- 無色透明・無味無臭。

## 温泉地
伊豆半島の西岸に位置する。従来の土肥温泉街から2キロ北上した、小土肥の集落に数軒程の宿泊施設が存在する。
宿泊施設の料理は全て、駿河湾で採れた海の幸を提供している。

## 歴史
小土肥地区では低温度（27.8℃）の温泉の自噴がみられたが、浴用に適さなかったため、1957年（昭和32年）に約300メートル掘削を行った。掘削で毎分180リットル、32℃の温泉が湧出したものの、低温だったため自然埋没し、1966年（昭和41年）に温泉採取を廃止した。
1966年度から再度温泉調査を依頼し、1970年（昭和45年）にミカン畑で温泉ボーリングを行い、深度600メートルから毎分600リットル、45℃の温泉が湧出した。

## アクセス
- 東海道新幹線三島駅から伊豆箱根鉄道駿豆線で修善寺駅下車、バスで50分。
- 三島駅からバスで90分。
- 東海道本線清水駅からバス10分で清水港へ。そこから駿河湾フェリーで1時間で土肥港。
- 東名高速道路沼津インターチェンジから国道136号経由。